# Saint-Père (Ille-et-Vilaine)
Saint-Père település Franciaországban, Ille-et-Vilaine megyében. Lakosainak száma 2399 fő (2022. január 1.). Saint-Père Saint-Méloir-des-Ondes, Châteauneuf-d’Ille-et-Vilaine, La Gouesnière, Miniac-Morvan, Saint-Suliac, La Ville-ès-Nonais, Saint-Guinoux és Saint-Jouan-des-Guérets községekkel határos.

## Népesség
A település népessége az elmúlt években az alábbi módon változott:
| Lakosok száma | 1055 | 1247 | 1516 | 2126 | 2232 | 2274 | 2298 | 2333 | 2346 | 2399 |
|               | 1968 | 1982 | 1990 | 2006 | 2013 | 2015 | 2017 | 2019 | 2020 | 2022 |